# Falacia de la conjunción
La falacia de la conjunción es una falacia lógica que consiste en asumir que una situación específica es más probable que la situación general.
El ejemplo más citado de esta falacia se originó con Amos Tversky y Daniel Kahneman:

Linda tiene 31 años de edad, soltera, inteligente y muy brillante. Se especializó en filosofía. Como estudiante, estaba profundamente preocupada por los problemas de discriminación y  justicia social, participando también en manifestaciones anti-nucleares.

¿Que es  más probable? 
1. Linda es una cajera de banco.
2. Linda es una cajera de banco y es activista de movimientos feministas.

El 85 % de los encuestados eligió la opción 2. Sin embargo, la probabilidad de que los dos eventos ocurran juntos (en «conjunción») es siempre menor o igual que la probabilidad de que cada uno ocurra por separado, para la desigualdad de los eventos A y B podría escribirse como:
Por ejemplo, si se escoge la más baja probabilidad de que Linda es una cajera de banco, se dice Pr (Linda es una cajera de banco) = 0,05; y, una alta probabilidad  que ella puede ser feminista, diría Pr (Linda es una feminista) = 0,95, entonces asumiendo en forma independiente,   Pr (Linda es una cajera de banco y Linda es una feminista) = 0,05 x 0,95 = 0,0475, menor que Pr (Linda es una cajera de banco). 
Tversky y Kahneman argumentan que la mayoría de las personas tienen este tipo de problemas, porque usan la representatividad heurística para hacer estos juicios: La opción 2 es la más «representativa» basada en la descripción de Linda; esto es matemáticamente menos probable. 
Como en este caso, algunas personas pueden estar confundidas por la diferencia entre «y» y «o». Tales confusiones son frecuentes en casos que no han sido estudiados de forma lógica; y la probabilidad de estos pronunciamientos usando «o» en lugar de «y» es completamente diferente. Ellos pueden asumir la condición N.º 1 que Linda no necesariamente es activista de un movimiento feminista. 
Se han estudiado muchas otras demostraciones de este problema. En otro experimento, por ejemplo, se encuestó a policías expertos sobre la probabilidad de que la Unión Soviética invada Polonia, y que los Estados Unidos rompa relaciones diplomáticas al año siguiente. El 4 % concluyó sobre la probabilidad de que esto ocurra. Otro grupo de expertos fueron encuestados sobre la probabilidad de que los Estados Unidos rompa relaciones con la Unión Soviética en el siguiente año, ellos dieron un promedio de probabilidad del 1 % de que esto ocurra. Los investigadores argumentaron que un escenario específico es más seguro debido a la representatividad heurística pero cada detalle que se añada a este contexto, sería menos aceptable. De esta manera, podría ser similar a argumentos falsos o pensamientos esquivos de la falacia, aunque es posible que las personas minimizan la posibilidad general de que un evento ocurra cuando no exista un escenario posible de razonar.